# Mezquita de Amr
La mezquita de Amr (en árabe: جامع عمرو بن العاص), también conocida como mezquita de Amr ibn al-As, fue construida por primera vez en el año 642 como centro de la recién fundada capital de Egipto, Fustat. La estructura original era la primera mezquita construida en Egipto, y por extensión, la primera mezquita construida en África.
La ubicación de la mezquita de Amr era el lugar donde estaba emplazada la tienda del comandante del ejército victorioso, el general Amr ibn al-As. En una esquina de la mezquita está la tumba de su hijo, Abdullah. Debido a la extensa reconstrucción, llevada a cabo a lo largo de varios siglos, no ha quedado ningún resto de la estructura original, pero la actual mezquita está situada en la zona conocida como El Cairo antiguo. La mezquita cuenta con una congregación devota activa y, cuando no se practican los rezos, está abierta a los visitantes y turistas.